# Eventis
Eventis a fost o companie de telefonie mobilă care funcționa în Republica Moldova. Închiderea acesteia a survenit din cauza multiplelor probleme de ordin financiar și organizatoric din 2009-2010. Pe data de 5 februarie 2011, reteaua a fost inchisa in jurul orei 18.30 inclusiv numerele de asistenta.

## Informații generale
Standard de rețea: Eventis lucra în standardul GSM în baza de frecvențe 900 Mhz și 1800 Mhz.
Resurse de numerotare: Codul telefonic a rețelei Eventis este 650xxxxx. În standardul internațional numerele sunt de forma +373650xxxxx. La 1 ianuarie 2010, Eventis dispunea în total de 100 000 de numere telefonice.
Codul rețelei: 259 04, unde 259 este codul mobil al Republicii Moldova, iar 04 este codul mobil al rețelei Eventis.
Reprezentarea pe ecranul telefonului: MD Eventis, Eventis, MD-04 sau 259 04 depinzând de tipul telefonului mobil.Licenta operatorului a fost retrasa definitiv in anul 2013

## Istorie
ÎI Eventis Mobile SRL este o companie mixtă moldo-rusă, pachetul de control al căreia (51%) este deținut de Eventis Telecom Holding Ltd.
Printre activitățile de bază ale holdingului se numără: prestarea serviciilor de telefonie mobilă și fixă, transmiterea de date și acces la rețeaua Internet.
Eventis Telecom Holding Arhivat în 23 aprilie 2008, la Wayback Machine. mai deține active în telecomunicațiile din Kîrgîzstan, Kazahstan și Uzbekistan, Republica Moldova fiind cea de-a patra țară la număr din spațiul CSI.
Fiind desemnată cîștigătoare a concursului pentru cea de-a treia licență individuală de telefonie mobilă GSM 900/1800 în luna decembrie a anului 2006, rețeaua Eventis a fost construită în baza echipamentelor și soft-ului unor companii producătoare cu renume, cum ar fi Nokia Siemens Networks Arhivat în 27 ianuarie 2010, la Wayback Machine..

## Planuri tarifare

### Stimul
Tariful "Stimul" - reprezintă posibilitatea de a cîștiga cîte 25 bani pentru fiecare minut de intrare de la toți operatorii, inclusiv și de la cei internaționali, cu excepția apelurilor de la abonații rețelei Eventis. Cu toate acestea, costul unui minut al apelului de ieșire spre toți operatorii din Moldova este de 2 lei, iar pentru un minut de convorbire cu 3 „Numere preferate” din rețeaua Eventis, Dvs plătiți 1 leu.

### Meridian
Tariful "Meridian" – include cele mai populare direcții internaționale la prețul apelurilor locale.
2 lei pentru un minut de convorbire cu toți operatorii din Moldova, precum și pentru apelurile spre direcții internaționale.
Zona 1: Rusia, Ucraina, SUA, Canada, precum și apelurile spre numerele staționare din România, Turcia, Italia, Spania, Portugalia, Bulgaria, Germania, Franța și Grecia.
Costul unui minut de convorbire cu 3 „Numere preferate” din rețeaua Eventis este de 1 leu.

### Cvartet
Planul tarifar "Cvartet" – reprezintă un tarif unic, avantajos spre numerele de telefon din rețea, mobile și staționare, de asemenea oferă o reducere suplimentară spre 3 numere preferate din rețeaua Eventis. Cu doar 10 lei pentru abonament, Dvs puteți efectua apeluri spre toate numerele de telefon ale operatorilor mobili și staționari din Moldova la 1 leu 50 bani pentru un minut de convorbire. Iar activînd serviciul „Număr peferat”, Dvs beneficiați de posibilitatea de a apela 3 abonați ai rețelei Eventis cu doar 50 bani pentru un minut de convorbire